# Rūdolfs Ronis
Rūdolfs Ronis (ur. 7 marca 1897 w Puce, zm. 30 marca 1970 w Rydze) – łotewski zapaśnik walczący w stylu klasycznym. Olimpijczyk z Paryża 1924, gdzie zajął dziewiąte miejsce w wadze lekkiej.

## Letnie Igrzyska Olimpijskie 1924
| Konkurencja | Rundy eliminacyjne         | Rundy eliminacyjne | Rundy eliminacyjne   | Rundy eliminacyjne      | Klas. końcowa |
| Konkurencja | Przeciwnik I               | Przeciwnik II      | Przeciwnik III       | Przeciwnik IV           | Miejsce       |
| ----------- | -------------------------- | ------------------ | -------------------- | ----------------------- | ------------- |
| 67,5 kg     | Pierre Christoffel (BEL) Z | Fuat Akbaş (TUR) Z | Alfred Praks (EST) Z | Lajos Keresztes (HUN) P | 9.            |